# Anita lassa
Anita lassa är en fjärilsart som beskrevs av William Schaus 1906. Anita lassa ingår i släktet Anita och familjen tandspinnare. Inga underarter finns listade i Catalogue of Life.